# Henfaldskonstant
En størrelse er genstand for eksponentielt henfald, hvis den aftager med en hastighed, der er proportional til dens øjeblikkelige værdi. Processen kan udtrykkes ved den følgende differentialligning, hvor N er størrelsen og λ er et positivt tal, som kaldes den eksponentielle henfaldskonstant:
{\displaystyle {\frac {dN}{dt}}=-\lambda N}

Løsningen til denne ligning er (se udledning herunder):
{\displaystyle N(t)=N_{0}e^{-\lambda t}}
Her er N(t) størrelsens værdi til tiden t, og N0 = N(0) er begyndelsesværdien,  dvs. størrelsens værdi til  t = 0. 

## Måling af henfaldskonstanter

### Middellevetid
Hvis den henfaldende størrelse, N(t), er antallet af enkelte elementer i en bestemt  mængde, så er det muligt at beregne den gennemsnitlige tid, som dette element forbliver i mængden. Dette kaldes for middellevetiden (eller mere enkelt levetiden eller tidskonstanten), τ, og det kan vises at den har følgende sammenhæng med henfalds-konstanten, λ:
{\displaystyle \tau ={\frac {1}{\lambda }}}
Middellevetiden kan anskues som en "skaleringstid", fordi man kan skrive ligningen for det eksponentielle henfald ved hjælp af middellevetiden, τ, i stedet for henfalds-konstanten, λ:
{\displaystyle N(t)=N_{0}\cdot e^{-t/\tau }}
Det ses at τ er tiden I hvilken en population er reduceret til 1/e = 0.367879441 gange dens begyndelsesværdi.
Hvis for eksempel den oprindelige population N(0) er 1000, så er populationen til tiden τ, N(τ),  = 368.

### Halveringstid
En mere intuitiv beskrivelse af eksponentielt henfald er for mange mennesker den tid det tager den henfaldende størrelse at blive halveret fra dens begyndelsesværdi. Denne tid kaldes halveringstiden og betegnes ofte t1/2.
Halveringstiden kan udtrykkes ved henfaldskonstanten eller middellevetiden som:
{\displaystyle t_{1/2}={\frac {\ln(2)}{\lambda }}=\tau \ln(2)}
Dette udtryk kan omskrives:
{\displaystyle \tau ={\frac {t_{1/2}}{\ln(2)}}\approx 1,44\cdot t_{1/2}}
Ved indsættelse i den eksponentielle ligning ovenfor fås:
{\displaystyle N(t)=N_{0}\cdot e^{-t/\tau }=N_{0}\cdot e^{ln(2)\cdot (-t/t_{1/2})}=N_{0}\cdot 2^{-t/t_{1/2}}}
Derfor er mængden af materiale der er tilbage 2−1 = 1/2 opløftet til (det hele eller brøkvise) antal halveringstider der er forløbet.
Efter 3 halveringstider er der 1/23 = 1/8 af det oprindelige materiale tilbage.
F.eks. har polonium-210 en halveringstid på 138 dage, og en middel-levetid på 200 dage:
{\displaystyle \tau \approx 1,44\cdot t_{1/2}=1,44\cdot 138\approx 200}

## Løsning af differentialligningen
Ligningen som beskriver det eksponentielle henfald er 
{\displaystyle {\frac {dN}{dt}}=-\lambda N}
eller, ved ombytning,
{\displaystyle {\frac {dN}{N}}=-\lambda dt}
Når der integreres, fås
{\displaystyle \ln N=-\lambda t+C}
hvor C er integrations-konstanten, og man får:
{\displaystyle N(t)=e^{C}e^{-\lambda t}=N_{0}e^{-\lambda t}}
idet  {\displaystyle N(0)=e^{C}e^{-\lambda 0}=e^{c}=N_{0}}
Dette er den form som er mest almindelig til at beskrive eksponentielt henfald. Enhver af størrelserne henfalds-konstant, middel-levetid eller halveringstid er tilstrækkeligt til at beskrive henfaldet.  

### Udledning af middellevetiden
Givet en samling af elementer, hvis antal går mod 0, så er middel-levetiden, {\displaystyle \tau }, (også enklere kaldet levetiden) forventnings-værdien for den tid der går, inden et element er fjernet. 
Hvis den individuelle levetid for et element er den tid der går mellem en referencetid og forsvindings-tidspunktet for elementet, så er middel-levetiden det aritmetiske gennemsnit af de individuelle levetider.
Hvis man starter med populations-udtrykket:
{\displaystyle N=N_{0}e^{-\lambda t}}
normaliseres dette udtryk først til en sandsynligheds-tætheds-funktion.
Dette gøres ved at finde en passende normaliserings-konstant c:
{\displaystyle 1=\int _{0}^{\infty }c\cdot N_{0}e^{-\lambda t}\,dt=c\cdot {\frac {N_{0}}{\lambda }}}
der ved ombytning giver,
{\displaystyle c={\frac {\lambda }{N_{0}}}}
Forventnings-værdien af t kan findes ved partiel integration:
{\displaystyle \tau =\langle t\rangle =\int _{0}^{\infty }t\cdot c\cdot N_{0}e^{-\lambda t}\,dt=\int _{0}^{\infty }\lambda te^{-\lambda t}\,dt={\frac {1}{\lambda }}}

### Henfald ved to eller flere processer
En størrelse kan henfalde via to eller flere forskellige processer samtidigt. 
I almindelighed har disse processer (ofte kaldet henfaldsveje o.l) forskellig sandsynlighed for at forekomme,og sker derfor samtidigt med hver deres forskellige henfaldshastigheder og halveringstider.
Den totale henfalds-hastighed for størrelsen N er givet ved summen af henfaldsvejene; derfor fås for 2 processer:
{\displaystyle -{\frac {dN(t)}{dt}}=N\lambda _{1}+N\lambda _{2}=(\lambda _{1}+\lambda _{2})N}
Løsningen til denne ligning er givet i det foregående afsnit, idet {\displaystyle \lambda _{1}+\lambda _{2}\,} opfattes som en total henfalds-konstant {\displaystyle \lambda _{c}}.
{\displaystyle N(t)=N_{0}e^{-(\lambda _{1}+\lambda _{2})t}=N_{0}e^{-(\lambda _{c})t}}

Partiel middel-levetid  knyttet til den enkelte proces er pr. definition den inverse af den tilsvarende partielle henfalds-konstant: {\displaystyle \tau =1/\lambda }. En kombineret  {\displaystyle \tau _{c}} kan udtrykkes ved {\displaystyle \lambda }s:
{\displaystyle {\frac {1}{\tau _{c}}}=\lambda _{c}=\lambda _{1}+\lambda _{2}={\frac {1}{\tau _{1}}}+{\frac {1}{\tau _{2}}}}
{\displaystyle \tau _{c}={\frac {\tau _{1}\tau _{2}}{\tau _{1}+\tau _{2}}}}
Da halveringstider er middel-levetid {\displaystyle \tau } ganget med en konstant, gælder den samme ligning for halveringstider:
{\displaystyle T_{1/2}={\frac {t_{1}t_{2}}{t_{1}+t_{2}}}}
hvor {\displaystyle T_{1/2}} er den kombinerede halveringstid for de to processer, {\displaystyle t_{1}} and {\displaystyle t_{2}} er de partielle halveringstider for de enkelte processer. 
Udtrykt ved de enkelte henfalds-konstanter, kan den kombinerede halveringstid {\displaystyle T_{1/2}} vises at være:
{\displaystyle T_{1/2}={\frac {\ln 2}{\lambda _{c}}}={\frac {\ln 2}{\lambda _{1}+\lambda _{2}}}}
For et henfald ved tre samtidige eksponentielle processer, fås tilsvarende:
{\displaystyle T_{1/2}={\frac {\ln 2}{\lambda _{c}}}={\frac {\ln 2}{\lambda _{1}+\lambda _{2}+\lambda _{3}}}={\frac {t_{1}t_{2}t_{3}}{(t_{1}t_{2})+(t_{1}t_{3})+(t_{2}t_{3})}}}

## Anvendelser og eksempler
Eksponentielt henfald forekommer i et bredt udsnit af situationer, hvoraf de fleste tilhører naturfagene.
Mange henfaldsprocesser, der ikke er eksponentielle, kan beskrives som eksponentielle, så længe den behandlede mængde er tilstrækkeligt stor og de store tals lov gælder. 

### Naturvidenskaber
- Ølskum: Arnd Leike fra Ludwig-Maximilians-Universität München vandt Ig Nobelprisen for at demonstrere at ølskum adlyder loven om eksponentielt henfald.[1]

- Kemiske reaktioner:  hastigheden for visse typer af kemiske reaktioner afhænger af koncentrationen af en eller flere reaktanter. Reaktioner, hvis hastighed kun afhænger af koncentrationen af én reaktant (kendt som førsteordens reaktioner) følger et eksponentielt henfald. F.eks. opfører mange enzym-katalyserede reaktioner sig på denne måde.

- Elektrostatik:  Den elektriske ladningsmængde (eller tilsvarende det elektriske potential) indeholdt i en kondensator ændres eksponentielt, hvis kondensatoren udsættes for en konstant ydre belastning (resistans R). Den eksponentielle tidskonstant τ for  processen er R C, og halveringstiden er derfor R C ln2. Dette gælder både for opladning og afladning. De samme ligninger beskriver strømmen i en spole. (Det specielle tilfælde, hvor en kondensator oplader eller aflader gennem parallel-forbundne resistorer er et interessant eksempel på multiple henfalds-processer, hvor hver resistor repræsenterer en separat proces. Desuden er udtrykket for parallel-resistansen af to resistorer ækvivalent med ligningen for halveringstiden af to samtidige henfaldsprocesser.)

- Fluidmekanik:  For en beholder som tømmes gennem en åbning i bunden, vil hastigheden af tømningen afhænge af trykket ved åbningen. Dette tryk afhænger af den resterende overliggende væskes højde. Højden af væskesøjlen vil derfor aftage eksponentielt.

- Geofysik: Atmosfærisk tryk aftager med tilnærmelse eksponentielt med ca. 12% pr. 1000 m højde over havoverfladen.

- Varmeledning:  Hvis et legeme udveksler varmeenergi med omgivelserne, vil temperaturforskellen mellem legeme og omgivelser aftage eksponentielt (dette gælder for langsomme processer, hvor der er god varmeledning og temperaturen i legemet kan regnes for ens i hele legemet). Se også Newtons afkølingslov.

- Luminescens: For et luminiscerende stof gælder der, at emissions-intensiteten - som er proportional til antallet af exciterede atomer eller molekyler - aftager eksponentielt. Afhængigt af antallet af henfaldsveje, kan henfaldet være mono- eller multieksponentielt.

- Farmakologi og toksikologi: Det viser sig at mange medicinske stoffer fordeles og metaboliseres eksponentielt aftagende. De biologiske halveringstider "alfa-halveringstid" og "beta-halveringstid" for et stof, er et mål for hvor hurtigt det fordeles og fjernes.

- Fysisk optik:  Intensiteten af elektromagnetisk stråling såsom synligt lys, røntgenstråler  eller gammastråler aftager i et absorberende stof eksponentielt som en funktion af afstanden det trænger ind i stoffet. Dette er kendt som Beer-Lamberts lov.

- Radioaktivitet: I en prøve af et radioaktivt stof, der gennemgår radioaktivt henfald til en anden tilstand, aftager antallet af atomer i den oprindelige tilstand eksponentielt.

- Termoelektrisk effekt: The decline in resistance of a negativ temperaturkoefficient termistor as temperature is increased.

- Vibrationer: Nogle  vibrationer kan aftage eksponentielt, dette er karakteristisk for dæmpede mekaniske oscillatorer, og bruges til at lave  ADSR envelopes i synthesizere. Et overdæmpet system returnerer til sin ligevægts-tilstand gennem eksponentiel dæmpning.

### Socialvidenskaber
- Økonomi: en pensionsopsparing vil aftage eksponentielt, når der hæves faste beløb, sædvanligvis månedligt, og samtidigt tilføres et beløb via en løbende rente. Man kan opskrive en  differential-ligning  dA/dt = input – output,  som kan løses for at finde restbeløbet til et givent tidspunkt.

- I simpel glottokronologi giver den (omdiskuterede) antagelse af en konstant henfaldshastighed i sprog mulighed for at anslå alderen af enkelte sprog.

### Datalogi
- Hovedroutingprotokollen  på Internettet, "Border Gateway Protocol" (BGP), vedligeholder en routingtabel for at huske de ruter som en pakke kan dirigeres ad. Når en af disse veje gentagne gange skifter tilstand fra available til not available (og vice versa), skal BGP-routeren som kontrollerer denne rute gentagne gange tilføje og fjerne rute-historikken fra dens tabel (dette kaldes route flapping), hvilket bruger lokale ressourcer såsom CPU and RAM og endvidere udsender nytteløs information til peer routers. For at undgå denne uønskede opførsel bruges en algoritme kaldet  route flapping damping til at tildele hver rute en vægt. Denne vægt bliver forøget hver gang ruten skifter tilstand og aftager eksponentielt med tid. Når vægten når en bestemt grænseværdi, stoppes flappingen og ruten bliver så ikke benyttet.